# Michael Latifi
Michael Mehrdad Latifi (Irán; octubre de 1962) es un empresario iraní-canadiense. Es propietario, presidente y director ejecutivo de Sofina Foods Inc., un fabricante de productos animales procesados con sede en Markham, Ontario. Sofina adquirió Lilydale en un acuerdo de 130 millones de dólares canadienses en 2010, y Santa Maria Foods ULC, un importador y distribuidor de marcas italianas especializadas en 2012.
A través de la sociedad de inversión Nidala (BVI) Limited, controlada por Latifi, invirtió 200 millones de libras esterlinas (alrededor de 270 millones de dólares estadounidenses o 350 millones de dólares canadienses) en McLaren Group.
Michael es el padre de Nicholas Latifi, piloto titular de Williams Racing en Fórmula 1 desde 2020 hasta 2022.